# Mikael Rahm
Per Jan Mikael Rahm, född 15 maj 1957 i Östersund, Jämtland, är en svensk skådespelare.

## Verksamhet
Rahm är bosatt i byn Funäs i Myssjö socken i södra Jämtlands fjälltrakter, med sin repertoar på jamska och kampen för bra teaterkonst för svensk landsbygd samt Tjock-Holmfrid i filmen Så som i himmelen, polisen Christer i TV-serien Saltön, Jocke i Låt den rätte komma in och arkivarien i Män som hatar kvinnor.
Rahm har även medverkat i Romeo & Julia Kören på Dramaten, och i operetterna Fågelhandlaren och Prinsessan från Trebisond, Mercuriusteatern Lund, Skaraborgsteatern i Skövde, även arbetat på Teaterhuset Luntan, Teater Sjånådråttn och framför program på jamska.

## Filmografi
- 1999 – It Came from Outer Space... and Stuff
- 1999 – Insider (TV-serie)
- 2001 – Terror i Rock 'n' Roll Önsjön
- 2001 – Jordgubbar med riktig mjölk
- 2004 – Kvinnokraft
- 2004 – Så som i himmelen
- 2004 – Kung Konrad
- 2006 – Möbelhandlarens dotter (TV-serie)
- 2006 – Den fruktbara fantasien
- 2005–2007 – Saltön (TV-serie)
- 2008 – Låt den rätte komma in
- 2009 – Män som hatar kvinnor
- 2014 – Miraklet i Viskan
- 2015 – Så ock på jorden
- 2023 – Händelser vid vatten (TV-serie)

## Teater

### Roller i urval
- 1981 – Soldaten i Historien om en soldat
- 1984 – Piloten i Lille prinsen
- 1985 – Bobin i Den italienska halmhatten
- 1986 – Don Mario i Don Ranudo di Colibrados, Andreas Blek af Nosen i Trettondagsafton

- 1987 – Adam i Lilit - Adams första hustru, operetten Fågelhandlaren.
- 1988 – Gräddmannen i Älskaren
- 1989 – Mannen med den gula hatten i Nicke Nyfiken, Jägaren i operetten Prinsessan från Trebisond
- 1990 – Vakt i Tartuffe (Dramaten)
- 1991 – Romeo & Julia Kören
- 1992 – O'Hara i Arsenik och gamla spetsar, Stor-Klas och Lill-Klas
- 1994 – roll i Badhuset (regi: Kia Berglund)
- 1995 – Friare i Frieriet Teater Sjånådråttn
- 1996 – Firriln (Fjärilen) i Mozartoperan Fjuckles å Spjuckles (Bastien och Bastienne) Teater Sjånådråttn
- 1996 – Min hustru Teater Sjånådråttn
- 1997 – Livet är till för att leva Teater Sjånådråttn
- 2001 – Babyn i Tant Blomma Teater Lasse i parken
- 2002–2007 – Det ska bli skönt när alla flyttat härifrån så man får ha ven ifred, Kvinnor kommer från Venus, män från Fåker, Klavasutta Moderna fjällteatern Infödingen
- 2007–2008 – Gud i Himlaspelet
- 2012–2013 – En midsommarnattsdröm på Döda fallet sommarteater
- 2017 – Min pappa kunde också spela piano med Stefan Nilsson
- 2018–2019 – Enöga i Dunderklumpen på Döda fallet sommarteater
- 2023-2024 om hur jag fick tillbaka mitt modersmål JAMSKA genom sånger och dikter

## Priser och utmärkelser
- Jämtlands läns landstings kulturpris 1996
- Nominerad till "Årets Jämte" 1998
- Jamtamots hederspris 1999 [4]
- Länstidningen Östersunds kulturpris 2007
- Carl Zetterström-medaljen 2009 [5]
- Anders i Logårn-stipendiet, Ovikens Konstförening 2011
- Sören Eriksson-stipendiet 2013